# 內斯康西特 (紐約州)
內斯康西特（英語：Nesconset）是位於美國紐約州薩福克縣的普查規定居民點。

## 人口
根據2020年美國人口普查的數據，內斯康西特的面積為9.91平方千米，當中陸地面積為9.90平方千米，而水域面積為0.01平方千米。當地共有人口13207人，而人口密度為每平方千米1,332.69人。